# Marismas de Mai Po

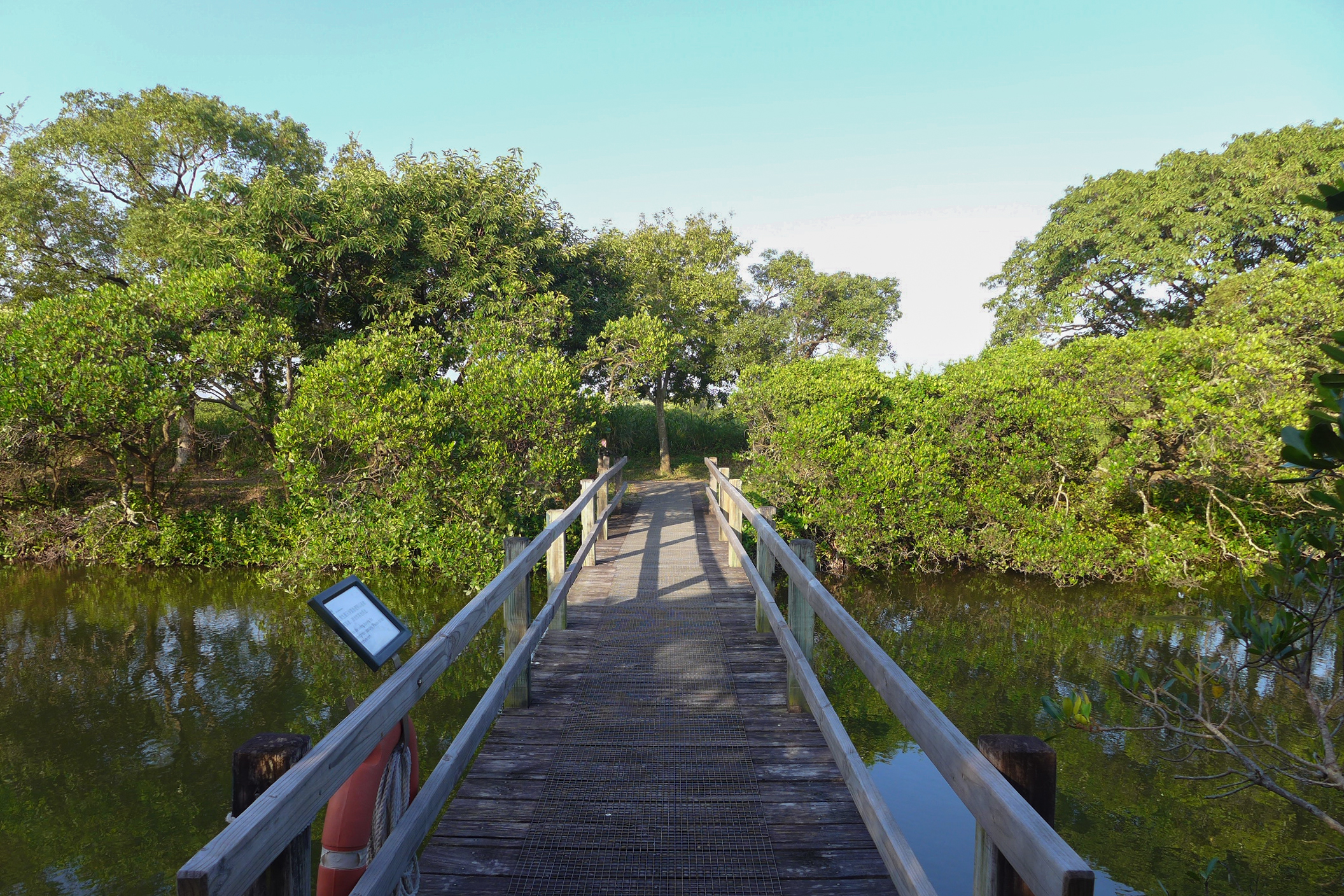
Malecón de manglares

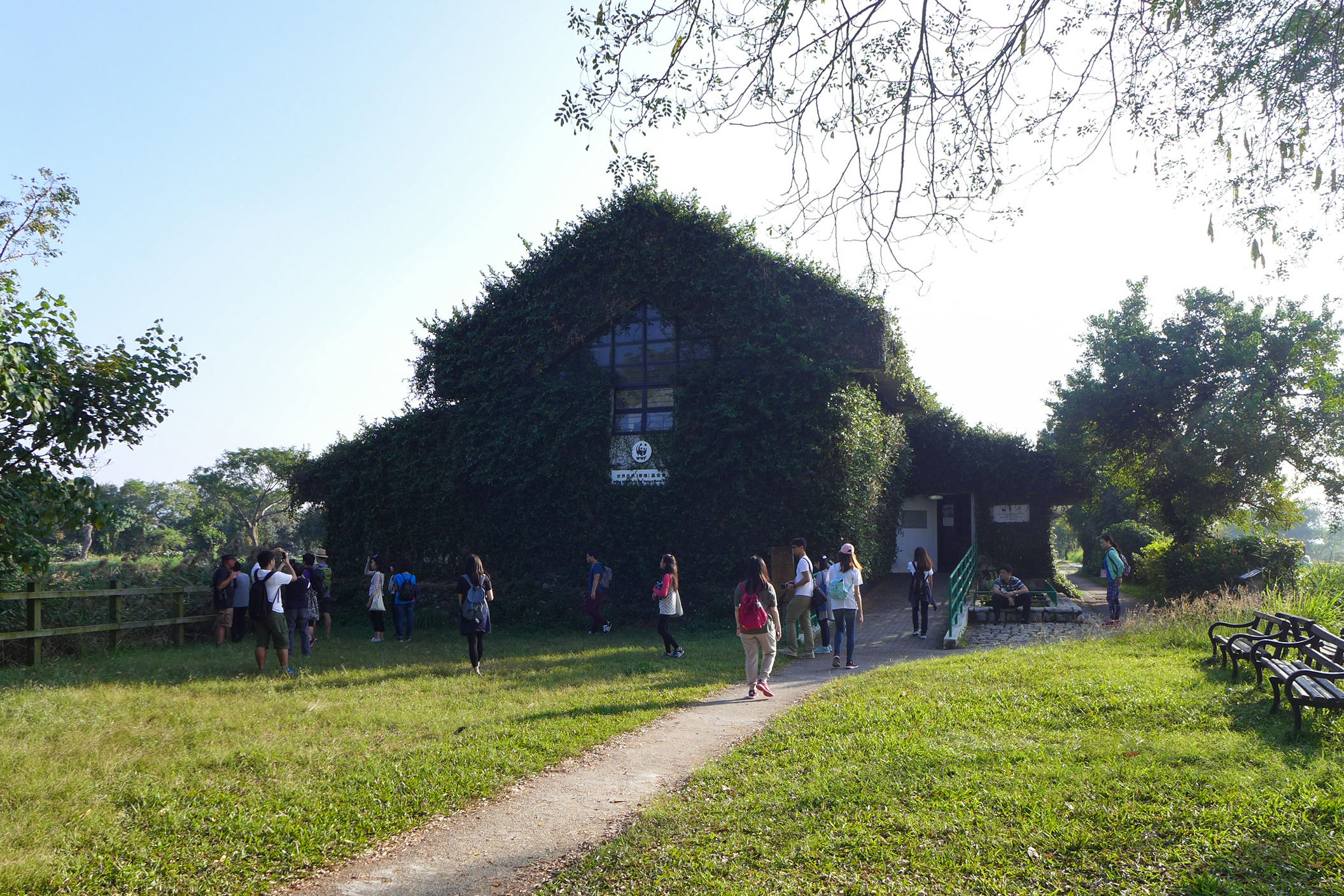
Centro de Educación sobre Vida Silvestre

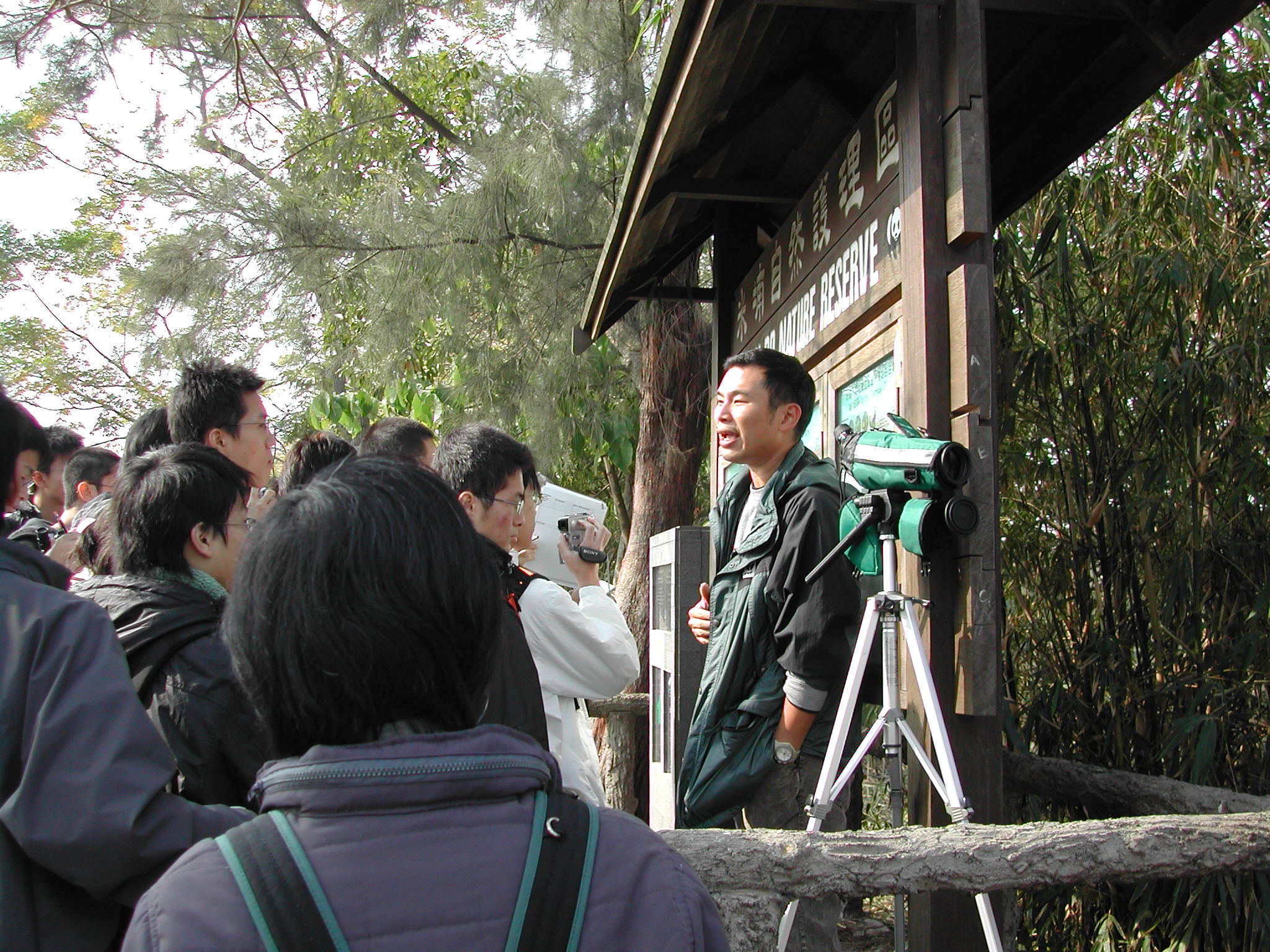
Un guía dando una lección a estudiantes de excursión.

Las marismas de Mai Po (米埔濕地|米埔湿地) son una reserva natural situada cerca de Yuen Long, un distrito en el noroeste de Hong Kong, en el fondo de la Bahía de Shenzhen, al sur de la ciudad de Shenzhen.

## Características
Se trata de un humedal de importancia internacional que, en realidad ,es un estuario poco profundo, en la bahía de Shenzhen, en las desembocaduras de los ríos Sham Chun, Shan Pui (Yuen Long Creek) y Tin Shui Wai Nullah. La bahía de Shenzhen está catalogada como un sitio Ramsar bajo la Convención Ramsar en 1995, y alberga un número importante de aves de humedales a nivel mundial, que llegan principalmente en invierno y durante las migraciones de primavera y otoño. El centro educativo y el área de conservación natural abarcan 1,5 km² de ancho y el humedal que lo rodea tiene una superficie de 6 km². Proporciona un área de conservación para mamíferos, reptiles, insectos y más de 350 especies de aves.
La reserva está gestionada por el Fondo Mundial para la Naturaleza de Hong Kong desde 1983 y WWF organiza visitas guiadas profesionales para el público y las escuelas a la reserva. El Departamento de Agricultura, Pesca y Conservación tiene responsabilidades sobre el sitio Ramsar en su conjunto. Shenzhen enfrenta amenazas, incluida la contaminación y el aumento de los niveles de marismas que quizás surjan de la intensa urbanización, especialmente (en los últimos años) en el lado norte de la bahía de Shenzhen.

## Visitas
Si bien el 15 de febrero de 2012 se sacó el área del Área cerrada de la frontera, la Reserva natural de Mai Po sigue siendo un área restringida según la Ordenanza de protección de animales salvajes (Capítulo 170) para minimizar la perturbación de la vida silvestre.
Los visitantes necesitan un 'Permiso de entrada a las marismas de Mai Po' para ingresar a la Reserva. Al unirse a una actividad guiada por profesionales de WWF, puede reservar en línea en wwf.org.hk/en y ser parte de una ecovisita en un grupo pequeño. WWF se encargará de los permisos. Se puede solicitar un permiso escribiendo al Departamento de Agricultura, Pesca y Conservación del Gobierno de Hong Kong. Los Permisos Individuales antes mencionados normalmente tardan unas cuatro semanas en tramitarse.

## Fauna
En los últimos años, albergó a más de 55.000 aves migratorias, incluida la gaviota de Saunders (Chroicocephalus saundersi) y una cuarta parte de la población mundial de espátula menor (Platalea minor). El correlimos cuchareta (Calidris pygmaea), en peligro crítico de extinción, se registra regularmente en la migración. La reserva también incluye manglares intermareales junto con 24 estanques de camarones operados tradicionalmente (llamados localmente Gei Wai) para proporcionar alimento a las aves. Las marismas de Mai Po reciben unos 32.000 visitantes al año.
Unas 38 especies de mamíferos habitan la reserva, más que en cualquier otro lugar de Hong Kong. Mai Po tiene una de las densidades más altas de gatos de Bengala en el territorio; sin embargo, son nocturnos y rara vez se ven. El meloncillo chico es bastante común en la reserva, y los visitantes los encuentran a menudo cerca de los estanques de Gei Wai durante el día en invierno. En Mai Po se encuentra una pequeña población de nutrias euroasiáticas, una especie localmente amenazada.
Los pantanos también tienen una rica biodiversidad de insectos, y se descubrió la luciérnaga endémica de Mai Po (Pteroptyx maipo Ballantyne). La especie no solo era nueva para la ciencia, sino que también era la primera vez que se registraba el género Pteroptyx en China. Para comprender los cambios de población estacionales, la distribución y los requisitos de hábitat de la especie, WWF Hong Kong ha estado realizando estudios de luciérnagas en la reserva natural. Las encuestas también han incorporado la participación de la ciencia ciudadana, y utilizado este enfoque para seguir monitoreando la biodiversidad, WWF ha incorporado iNaturalist y City Nature Challenge en las actividades en su centro de Mai Po.

## Brote de gripe aviar
En febrero de 2008, el gobierno de Hong Kong cerró Mai Po durante 21 días tras el descubrimiento de una garceta grande infectada con H5N1, también conocido como gripe aviar. El cierre marcó el cuarto en varios años y fue consistente con la política del gobierno de cerrar Mai Po cada vez que se descubre una infección dentro de un radio de 3 kilómetros de las instalaciones.
Sin embargo, el Fondo Mundial para la Naturaleza criticó al gobierno por lo que llamó una discrepancia entre los estándares para cerrar Mai Po y los estándares comparativamente menos estrictos que se aplican en las áreas urbanas. El Fondo Mundial para la Naturaleza quería una compensación de 1 millón de dólares de Hong Kong. WWF luego afirmó que el gobierno no lo había compensado por la pérdida de ingresos.

## Sitio Ramsar de Mai Po y la bahía de Shenzhen

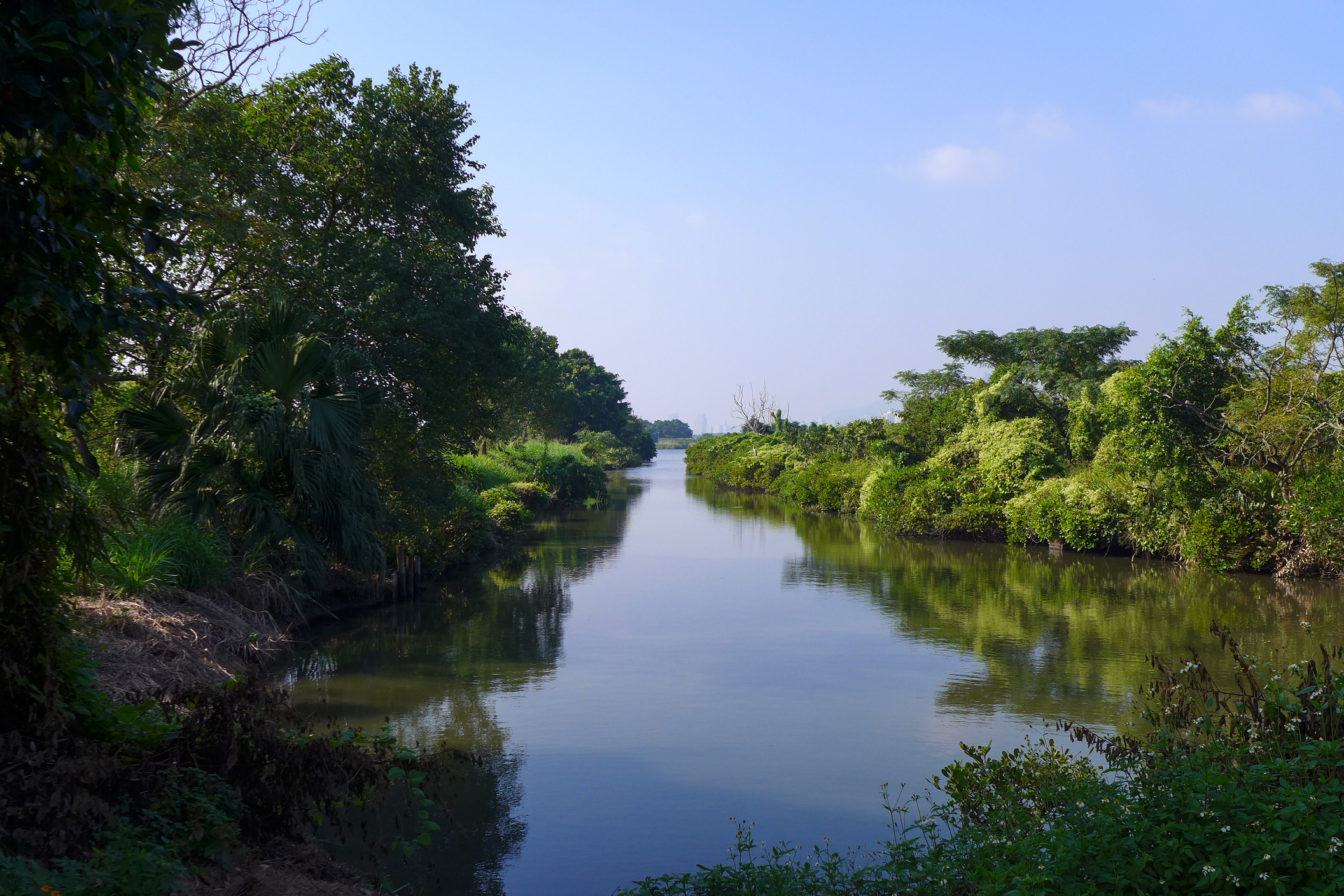
Gei wai, un estanque para camarones.

EN 1995, una zona de 15,4 km² de las marismas de Ma Po en la bahía de Shenzhen fueron declaradas sitio Ramsar número 750 (22°29′N 114°02′E). La mayor parte es un área restringida de interés científico en la ruta de migraciones entre Australia y el este de Asia. Se define como una bahía costera poco profunda con extensas marismas intermareales respaldadas por manglares enanos y piscifactorías con camarones. Las actividades de acuicultura llevadas a cabo en Mai Po brindan un buen ejemplo de cómo los hábitats artificiales o semiartificiales pueden soportar una gran diversidad de vida silvestre bajo una gestión adecuada. Construidos en la década de 1930, los estanques de camarones de marea, conocidos como Gei wais, se drenan en rotación durante todo el invierno y se mantienen drenados durante un largo período de tiempo para atraer a las aves acuáticas para que se alimenten de los pequeños peces o invertebrados restantes. La mayoría de los wais de Gei se manejan como hábitats de descanso y alimentación para aves migratorias o como hábitats de agua dulce para libélulas. Están presentes trece especies de aves amenazadas a nivel mundial y 17 especies de invertebrados nuevos para la ciencia. El sitio albergó regularmente a más del 20 % de la población mundial de espátula menor entre 2007 y 2012. Otras 26 especies de aves acuáticas se encuentran en números que ascienden a más del 1% de su población regional. La investigación, la educación para la conservación, la piscicultura y la recreación son las principales actividades. Más de 40 000 personas, de las cuales 11 000 son estudiantes, visitan la reserva anualmente para observar aves o realizar visitas educativas informales.

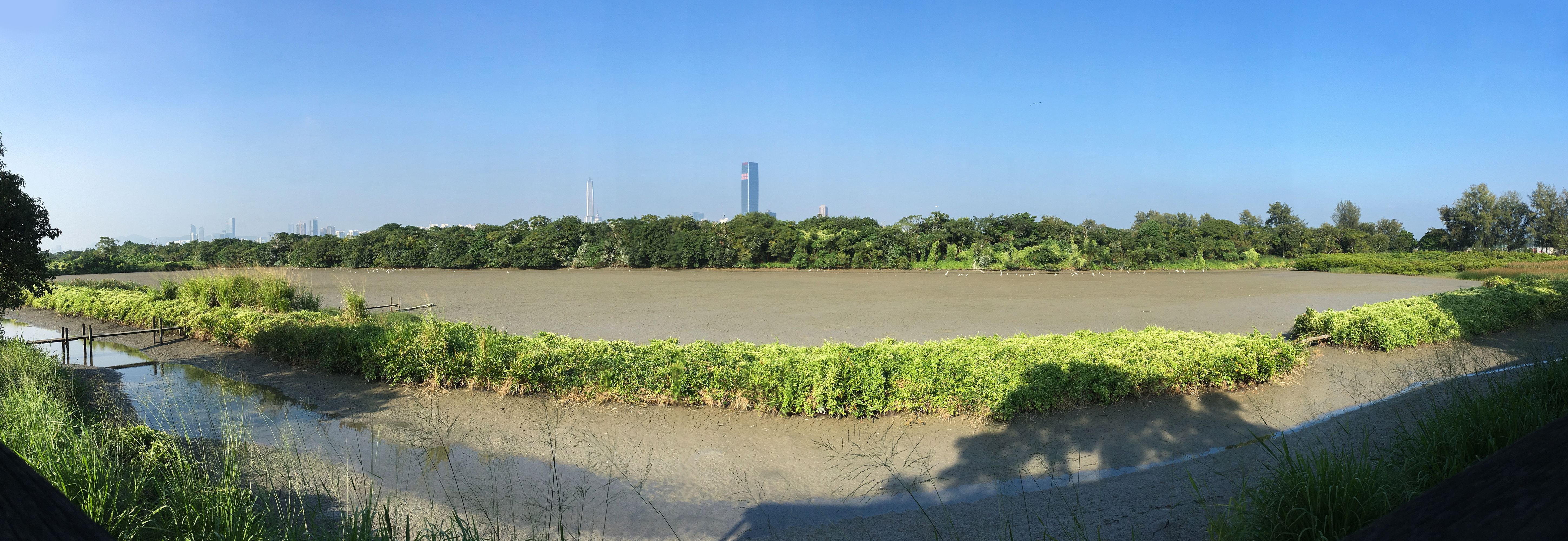
Panorama de la reserva de Mai Po

## Otras lecturas
- Lai, Lawrence W.C.; Lam, Ken K.H.; Lorne, F.T.; Wong, S.K. (2008). «Chapter 12. Economics of Gei Wa Shrimp Culture in Hong Kong: From Commercial Aquaculture to Bird Production».  En Leung, Ping Sun; Engle, Carole R., eds. Shrimp Culture: Economics, Market, and Trade. John Wiley & Sons. pp. 167-186. ISBN 9780470276563.